# لغزش (آیرودینامیک)

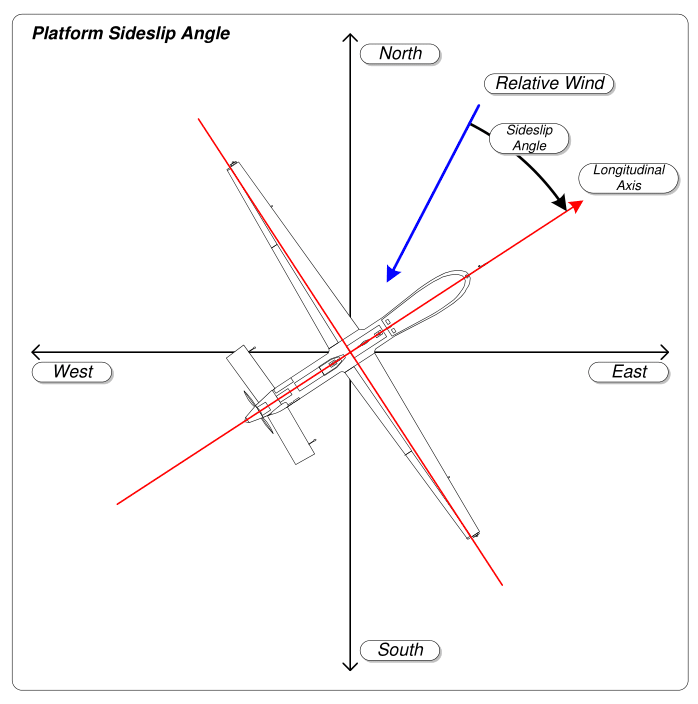
زاویه لغزش جانبی هواپیما

لغزش یک حالت آیرودینامیکی است که در آن هواپیما نسبت به جریان هوای مقابل یا باد نسبی تا اندازه‌ای به طرفین و همچنین به سوی جلو حرکت می‌کند. به عبارت دیگر، برای یک هواپیمای معمولی، دماغه در جهت مخالف به سمت کناره بال(ها) است. هواپیما در پرواز هماهنگ نیست و بنابراین پروازی ناکارآمد دارد.